# Roynac
Roynac – miejscowość i gmina we Francji, w regionie Owernia-Rodan-Alpy, w departamencie Drôme.
Według danych na rok 1990 gminę zamieszkiwało 357 osób, a gęstość zaludnienia wynosiła 21 osób/km² (wśród 2880 gmin regionu Rodan-Alpy Roynac plasuje się na 1275. miejscu pod względem liczby ludności, natomiast pod względem powierzchni na miejscu 653.).